# Laminador

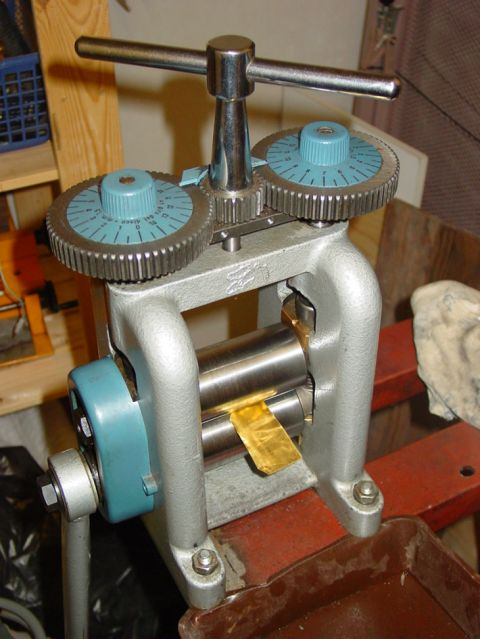
Laminador

Un laminador es una máquina utilizada para convertir los metales en planchas.
El laminador obra por acción circular continua. Pasando el cuerpo entre los dos cilindros, arrastrado por su rotación en sentido contrario, se aplasta y se alarga aumentando de densidad. Si los dos cilindros son lisos, se estira así el metal en planchas. Si son acanalados, se producen cilindros cuya sección corresponde a la de las acanaladuras. Si uno de les cilindros lleva un relieve y el otro un hueco correspondiente, el cuerpo cilindrado reproducirá la forma del cuerpo engendrado por el intervalo de los dos cilindros en la línea de contacto. La resistencia enorme que experimenta el laminador, obliga a utilizar un volante de considerable peso para que pueda vencer la resistencia que se opone al movimiento.
Un pequeño cilindro de acero templado llamado moleta y grabado en hueco o en relieve permite por una acción circular análoga a la del laminador, grabar por acción mecánica cuerpos menos duros que él, a saber, cobre, acero no templado, etc.
El laminador de cilindros lisos o acanalados en el sentido de las generatrices obrando sobre cuerpos no maleables, produce el destrujamiento. Se emplean también dos tipos de muelas:
- verticales. Obran a la vez por su peso y por el movimiento de fricción que ocasiona el movimiento alrededor de un eje.
- horizontales. Marchan con más celeridad y obran por la presión que resulta de sus oscilaciones y también como herramientas cortantes, por medio de ranuras practicadas en la superficie de la muela superior en sentido contrario de las de la muela inferior que es fija. Tales son las muelas para moler trigo.